# IC 4950
IC 4950 је спирална галаксија у сазвјежђу Телескоп која се налази на листи објеката дубоког неба у Индекс каталогу.
Деклинација објекта је - 56° 9' 43" а ректасцензија 20h 8m 27,3s. Привидна величина (магнитуда) објекта IC 4950 износи 14,4 а фотографска магнитуда 15,2. Налази се на удаљености од 53,493 милиона парсека од Сунца. IC 4950 је још познат и под ознакама ESO 185-70, PGC 64159.